# Deuxième bataille de Luçon
Pour les articles homonymes, voir Bataille de Luçon.
Guerre de Vendée
La deuxième bataille de Luçon a lieu le 30 juillet 1793 lors de la guerre de Vendée. Elle s'achève par la victoire des Républicains qui repoussent une nouvelle attaque vendéenne contre la ville de Luçon.

## Prélude
Le 25 juillet 1793, le général Augustin Tuncq, remplaçant du général Sandoz à Luçon, lance avec 1 500 hommes une attaque de nuit sur Saint-Philbert-du-Pont-Charrault. L'expédition réussit et les Vendéens refluent et un de leurs chefs, Charles Sapinaud de La Verrie, est tué. Les Républicains s'emparent ensuite de Chantonnay. Cependant Tuncq, contrairement à son prédécesseur, s'oppose aux pillages, une mesure qui le rend impopulaire auprès de beaucoup de ses hommes.
Charles de Royrand, chef des Vendéens de l'armée du Centre, se replie alors sur Montaigu avec 1 500 hommes, puis écrit à d'Elbée pour lui demander des renforts. Le général en chef des Vendéens, secondé par Lescure, La Rochejaquelein et Talmont, rejoint alors l'armée de Royrand à la tête de 15 000 hommes.
Prévenu de l'arrivée imminente de la grande armée catholique et royale, Tuncq évacue Chantonnay après l'avoir incendiée. De son côté d'Elbée, résolu à prendre Luçon, se lance à sa poursuite et le rejoint devant la ville le 30 juillet.

## La bataille
À midi, la bataille s'engage sur la plaine par des tirs de l'artillerie vendéenne qui font fléchir les premières lignes républicaines. Craignant que ses troupes ne prennent la fuite, Tuncq déploie sa propre artillerie en réponse et ordonne aux troupes du flanc gauche d'effectuer un mouvement de retraite. De leur côté, les hussards républicains engagent la cavalerie vendéenne du prince de Talmont dans un combat indécis.
Cependant, à la vue de la retraite des Républicains, les Vendéens croient que ceux-ci se redéploient pour les prendre à revers. Inexplicablement, la panique se propage dans leurs rangs, et bientôt l'armée vendéenne tout entière finit par prendre la fuite.
Tuncq lance alors une contre-charge générale avec presque toutes ses troupes. Cependant Talmont, avec ses cavaliers, parvint à contenir l'attaque des hussards et à protéger la retraite de l'armée.
Les républicains déplorent environ 10 morts et 20 blessés et portent à 2 000 les pertes vendéennes. Ce nombre est cependant contredit par les rapports vendéens qui, s'ils ne précisent pas le nombre des tués, indiquent n'avoir perdu que « peu de monde ».